# Воробьёва-Десятовская, Маргарита Иосифовна
Маргари́та Ио́сифовна Воробьёва-Десято́вская (28 января 1933, Ленинград — 13 июня 2021, Санкт-Петербург) — советский и российский востоковед, специалист по центральноазиатским рукописям. Кандидат филологических наук, доктор исторических наук.

## Биография
Родилась 28 января 1933 года в Ленинграде. В 1955 году окончила индийское отделение Восточного факультета Ленинградского государственного университета. Была замужем за индологом Владимиром Воробьёвым-Десятовским (1927—1956).
С 1956 года — сотрудник Ленинградского отделения Института востоковедения АН СССР — ныне Институт восточных рукописей РАН. Работала в тибетском фонде, затем в секторе Южной и Юго-Восточной Азии, руководила Рукописным отделом (1982—2005).
В 1966 году защитила диссертацию на степень кандидата филологических наук по тибетской грамматике; в 1989 году — на степень доктора исторических наук. Основной научный интерес — древние рукописи из Центральной Азии, в основном, буддийские рукописи и хозяйственные документы.
Автор большого количества монографий, глав в коллективных работах и статей.